# Gunter Hadwiger
Gunter Hadwiger (* 28. März 1949 in Villach; † 9. Dezember 2021) war ein österreichischer Politiker der Freiheitlichen Partei Österreichs (FPÖ). Er war von 2010 bis 2015 Abgeordneter zum Steiermärkischen Landtag.

## Politik
Er war seit 2000 Hadwiger Gemeinderat in der Marktgemeinde Stallhofen.
Von 2003 bis 2005 war Hadwiger als Kassier im Vorstand der Bezirks-FPÖ Voitsberg. 2005 wurde er zum stellvertretenden Bezirksobmann gewählt, ehe er 2007 die Funktion des Obmanns übernahm.
Am 21. Oktober 2010 wurde Hadwiger im Steiermärkischen Landtag als Abgeordneter angelobt. Dort war er Sprecher der FPÖ für Gesundheit und Pflege, Sicherheit, Wirtschaft, Forschung und Wissenschaft, Kultur und Tourismus. Bereits in der 2. Sitzung des Landtags erfolgte die erste Anfrage von Hartwiger an Landesrätin Kristina Edlinger-Ploder zum Thema „Spitalsstandorte in der Steiermark“.
Aufregung gab es bereits vor seiner Angelobung, weil Hadwiger in einem Interview mit der Kleinen Zeitung auf die Frage „Wie stehen Sie selbst zum Nationalsozialismus?“ geantwortet hatte „Ich hoffe neutral. Es war nicht wirklich alles schlecht, ich hänge der Ideologie aber nicht nach. Es ist nicht so toll, wenn man für Heimat ist und als Nazi angesprochen wird.“ Auch seine Mitgliedschaft bei der Akademischen Fliegerschaft Wieland-Staufen Graz, deren Wahlspruch „Aufwärts, sonnenwärts – deutsch und treu“ ist, sorgte ebenso für Irritationen wie die Verwendung jener Sequenz aus Franz Liszts symphonischer Dichtung „Les Preludes“ aus der Mitte des 19. Jahrhunderts, die von den Nationalsozialisten am Beginn der Deutschen Wochenschau ab Juni 1941, dem Zeitraum des Angriffs auf die Sowjetunion, verwendet wurde und für die die Bezeichnung Russland-Fanfare gängig ist, als Intro für seine Homepage. Vom Landesvorsitzenden der KPÖ Steiermark Franz-Stephan Parteder wurde er aufgrund dieser Aussagen noch vor der Angelobung zum Rücktritt aufgefordert. Der steirische FPÖ-Obmann Parteiobmann Gerhard Kurzmann war davon überzeugt, dass Hadwiger falsch zitiert wurde.

## Ausbildung und Beruf
Nach der Volksschule besuchte Hadwiger das Bundesrealgymnasium in Villach. Nach seiner Matura studierte er an der Technischen Universität Graz. Er schloss sein Studium als Diplom-Ingenieur der Elektrotechnik, Fachrichtung Elektronik und Nachrichtentechnik ab.
Sein erster Arbeitgeber von 1971 bis 1976 war die Messerschmitt KG in Straubing. Von 1981 bis 1983 war Hadwiger an der Technischen Universität Graz am Institut für Elektro- und Biomedizinische Technik für die Hardwareentwicklung zuständig. In weiterer Folge war er von 1983 bis 1988 bei der Mupid Computer Gesellschaft in Graz Leiter Qualitätssicherung. 1988 wechselte er zur Firma Atronik (Motronic) Elektronische Geräte in Groß St. Florian, wo er bis 1993 als Product Manager Sondergeräte, Technischer Leiter und Leiter Qualitätssicherung tätig war. Von 1993 bis 1998 war er für die Hirtenberger Patronenfabrik in Hirtenberg Entwicklungsleiter im Bereich Elektronik.
1999–2000 gründete er seine eigene Firma hadwiger webdesign&software.
Im Jahr 2001 übernahm er bei der Firma Kanzler Verfahrenstechnik die Leitung der Elektrotechnikabteilung.

## Privates
Hadwiger lebte in der Ortschaft Kalchberg im Gemeindegebiet von Stallhofen, im Bezirk Voitsberg. Er war verheiratet und Vater eines Sohnes.